# Lee Rich
Pour les articles homonymes, voir Rich.
Ne doit pas être confondu avec Rich Lee.
Lee Rich, né le 19 décembre 1918 à Cleveland et mort le 24 mai 2012 est un publicitaire et producteur américain. Alumnus de l'Université de l'Ohio, il y reçoit son Baccalauréat en arts (Bachelor of Arts).
Publicitaire chez Benton & Bowles, il démissionne en 1965 de son poste de vice-président et s'associe avec Walter Mirisch au sein de Mirisch-Rich TV où il produit la série télévisée Les Rats du désert en 1966. Après être retourné brièvement à la publicité chez Leo Burnett Agency, il cofonde la société de production de télévision et de cinéma Lorimar Productions en 1968. 
Il y sert comme producteur délégué de feuilletons télévisés à succès comme La Famille des collines (1972-81), Huit, ça suffit ! (1977-81), Dallas (1978-91), Flamingo Road (1981-82) et le téléfilm Sybil (1976). Nommé président de Lorimar, il quitte la société en 1986 pour le poste de président de MGM/UA, qu'il quitte en 1988 pour retourner à la production indépendante. 

## Récompenses
- Emmy Award pour La Famille des collines en 1973